# حطبة (الشرية)

تعديل مصدري - تعديل

حطبة هي إحدى قرى عزلة آل غنيم بمديرية الشرية التابعة لمحافظة البيضاء، بلغ تعداد سكانها 137 نسمة حسب تعداد اليمن لعام 2004.